# Аустралија на Летњим олимпијским играма 1900.
Аустралија је учествовала на Летњим олимпијским играма 1900. у Паризу. Већина историчара олимпијских игара води евиденцију Аустралије у свим спортовим и на раним играма одвојену од оних Велике Британије, упркос томе што Аустралија у том тренутку није била независна.
Представљали су је двојица спортиста, од којих су оба освојили медаље у свим дисциплинама у којима су учествовали. Фредерик Лејн је освојио две златне медаље у пливању а Стенли Роули златну медаљу (у оквиру мешовитог тима са Великом Британијом) и три бронзане медаље у атлетици.

## Освајачи медаља
Аустралија је у коначном пласману освојила 9 место по броју освојених медаља са две злате, и три бронзане од укупно 5 медаља.

### Злато
- Фредерик Лејн — пливање, 100 метара слободно за мушкарце
- Фредерик Лејн — пливање, 200 метара са препрекама за мушкарце

### Бронза
- Стенли Роули — атлетика, 60 метара за мушкарце
- Стенли Роули — атлетика, 100 метара за мушкарце
- Стенли Роули — атлетика, 200 метара за мушкарце

## Резултати по дисциплинама

### Атлетика
Роули је у три спринтерске дисциплине освојио три бронзане медаље. Роули, се придружио тиму Велике Британије као пети члан екипне трке на 5.000 метара. јер су Британци имали само четири такмичара. Британија би много боље прошла да није узела Роулија, који јој није ништа помогао. Након првог круга на стази, он је почео да хода. Када је последњи од осталих девет конкурената (Велика Британија и Француска су једини имали екипе) завршио, Роулиу је остало још 1500 метара од краја. Дозвољено му је да прекине трку и додељено му је последње 10. место. Ово је Роулију била четврта медаља (сребрна) која се приписује Мешовитом тиму.
| Атлетичар    | Дисциплина | Група     | Група   | Полуфинале | Полуфинале | Репасаж  | Репасаж | Финале   | Финале |
| Атлетичар    | Дисциплина | Резултат  | Место   | Резултат   | Место      | Резултат | Место   | Резултат | Место  |
| ------------ | ---------- | --------- | ------- | ---------- | ---------- | -------- | ------- | -------- | ------ |
| Стенли Роули | 60 м       |           |         | непознато  | 3-4/10     |          |         | 7,2      |        |
| Стенли Роули | 100 м      | непознато | 6-12/20 | непознато  | 4-9/12     | 11,00    | 1/6     | 11,2     |        |
| Стенли Роули | 200 м      |           |         | 25,00      | 2/8        |          |         | 22,9     |        |

## Пливање

#### Мушкарци
| Пливач        | Дисциплина     | Група | Група   | Полуфинале | Полуфинале | Финале | Финале  |
| Пливач        | Дисциплина     | Време | Пласман | Време      | Пласман    | Време  | Пласман |
| ------------- | -------------- | ----- | ------- | ---------- | ---------- | ------ | ------- |
| Фредерик Лејн | 200 м слободно |       |         | 2:59,0     | 1/ 3. ПФ   | 2:25,2 |         |
| Фредерик Лејн | 200 м препреке |       |         | 3:04,0     | 2/12       | 2:38,4 |         |